# Delboeuf-Täuschung

Bild 1. Delboeuf-Täuschung. Die vollen schwarzen Kreise sind gleich groß.

Bild 2. In diesen Beispielen hat der rote Kreis stets die gleiche Größe. Die Zahlen geben das jeweilige Rahmenverhältnis an (framing ratio).

 Die Delboeuf-Täuschung ist eine nach dem belgischen Mathematiker und Psychologen Joseph Remi Leopold Delboeuf (1831–1896) benannte geometrisch-optische Täuschung, bei der zwei konzentrische Kreise einander so beeinflussen, dass sie sich bei ähnlichen Durchmessern in der wahrgenommenen Größe annähern, bei sehr ungleichen Durchmessern jedoch das Gegenteil eintritt.

## Beobachtung
In der Delboeuf-Täuschung verändern zwei konzentrische Kreise scheinbar ihre relative Größe: Unterscheiden sie sich um einen Bruchteil ihrer Durchmesser, dann nähern sie sich in ihrer wahrgenommenen Größe an (Assimilation). Das Maximum der Illusion liegt, wie man in Bild 2 nachvollziehen kann, bei einem Rahmenverhältnis (framing ratio) um etwa 1,43. Das Rahmenverhältnis ist der äußere Durchmesser des schwarzen Rings dividiert durch den Außendurchmesser des inneren bzw. des roten Kreises. Wird der Außenkreis wesentlich größer, dann verkleinert sich der Innenkreis scheinbar wieder (Kontrasteffekt).

## Deutungsversuche
- Unterscheiden sich die Ringe im Durchmesser nur wenig, dann sind ihre Signale im visuellen System auch sehr ähnlich und können einander beeinflussen. So gibt es bei Synästhetikern ein Übersprechen (auch cross talk) zwischen Sinneskanälen oder deren Verarbeitungszentren. Auch in anderen visuellen Wahrnehmungstäuschungen können Kontexteffekte ein Target beeinflussen.[2][3]
- Sind die konzentrischen Kreise im Durchmesser sehr unterschiedlich, dann kann der Effekt der Größenkonstanz eine Rolle spielen: Ein einzelnes ins Auge gefasstes Objekt wird in seiner Größe nicht streng proportional zum Retinabild wahrgenommen: Kleine Objekte werden vergrößert, große Objekte erscheinen – relativ dazu – kleiner. Dies gilt nicht nur für ein sich entfernendes Objekt, das dadurch nicht so schnell kleiner wird wie das Retinabild, sondern auch für unterschiedlich große Objekte in derselben Entfernung, solange jeweils nur eines im Blickfeld ist.[4] Ein kleiner Kreis, für sich allein betrachtet, erscheint vergrößert. Fasst man jedoch dazu einen sehr großen konzentrischen äußeren Kreis ins Auge, dann erscheint dieser nicht im selben Ausmaß größer. Es gilt dann dessen Wahrnehmungsmaßstab, auch für den kleinen Innenkreis. Dieser wird dadurch gleichsam ein wenig komprimiert und wirkt dann kleiner als für sich allein.

## Vergleichbare Täuschungen
Auch in der Ebbinghaus-Täuschung erscheint ein Kreis umso kleiner, je größer der Ring aus den ihn umgebenden Kreisen wird.